# Nanhermannia quadridentata
Nanhermannia quadridentata är en kvalsterart som beskrevs av Balogh 1958. Nanhermannia quadridentata ingår i släktet Nanhermannia och familjen Nanhermanniidae. Inga underarter finns listade i Catalogue of Life.